# Propen
Propen (propylen), CH3CH=CH2 – organiczny związek chemiczny z grupy węglowodorów nienasyconych, drugi po etenie w szeregu homologicznym alkenów. Otrzymywany z gazów krakingowych i w procesie pirolizy olefinowej.
Stosowany do produkcji polipropylenu i wielu materiałów z polipropylenu, kumenu (a z niego: acetonu i fenolu w metodzie kumenowej), propanolu, aldehydu masłowego (synteza okso), alkilowania benzyny, akrylonitrylu, epichlorohydryny.